# Donald Högberg
Sven Donald Högberg, född 18 december 1952 i Nynäshamn, Stockholms län, är en svensk skådespelare.

## Filmografi
- 1989 – Förhöret (TV-serie)
- 1990 – Fiendens fiende (TV-serie)
- 1992 – Kvällspressen (TV-serie)
- 1992 – Min store tjocke far
- 1993 – Roseanna
- 1993 – Den gråtande ministern (TV-serie)
- 1994 – Den vite riddaren (TV-serie)
- 1994 – Rederiet (TV-serie)
- 1995 – Snoken (TV-serie)
- 1995 – Den täta elden (TV-serie)
- 1996 – Skilda världar (TV-serie)
- 1997 – Beck – Spår i mörker
- 1997 – Selma & Johanna - en roadmovie
- 1997 – Emma åklagare (TV-serie)
- 1998 – Aspiranterna (TV-serie)
- 1998 – Drakresan
- 1998 – Sista kontraktet
- 1999 – Dödsklockan
- 1999 – Insider (TV-serie)
- 2000 – Sleepwalker
- 2000 – Skärgårdsdoktorn (TV-serie)
- 2000 – Jesus lever (TV-serie)
- 2000 – Sleepwalker
- 2001 – Sprängaren
- 2001 – Kaspar i Nudådalen (TV-serie)
- 2001 – Nya tider (TV-serie)
- 2001 – Återkomsten (TV-serie)
- 2002 – Talismanen (TV-serie)
- 2002 – Tusenbröder (TV-serie)
- 2002 – Skeppsholmen (TV-serie)
- 2003 – Norrmalmstorg
- 2003 – Ramona (TV-serie)
- 2004 – Danslärarens återkomst (TV-serie)
- 2004 – Lokalreportern (TV-serie)
- 2004 – Min f.d. familj (TV-serie)
- 2004 – Graven (TV-serie)
- 2005 – Kim Novak badade aldrig i Genesarets sjö
- 2006 – En fråga om liv och död (TV-serie)
- 2006 – När mörkret faller
- 2007 – Arn – Tempelriddaren
- 2008 – Maria Wern - Främmande fågel (TV-serie)
- 2008 – Om ett hjärta
- 2009 – Flickan som lekte med elden
- 2009 – Oskyldigt dömd (TV-serie)
- 2010 – Luftslottet som sprängdes
- 2010 – Kommissarie Winter (TV-serie)
- 2011 – Anno 1790 (TV-serie)
- 2011 – Gränsen
- 2011 – Kommissarien och havet (TV-serie)
- 2012 – Arne Dahl: De största vatten (TV-serie)
- 2012 – The Spiral (TV-serie)
- 2013 – Familjen Holstein-Gottorp (TV-serie)
- 2013 – I lodjurets timma
- 2013 – Hundraåringen som klev ut genom fönstret och försvann
- 2014 – Tjockare än vatten (TV-serie)
- 2015 – White Trash
- 2016 - Tjockare än vatten (TV-serie)
- 2017 – Modus  (TV-serie)
- 2017 – Korparna
- 2021 – Helt perfekt (TV-serie)
- 2021 – Snöänglar (TV-serie)
- 2025 – Stenbeck (TV-serie)

## Teater

### Roller (ej komplett)
| År   | Roll        | Produktion                | Regi          | Teater                      |
| 1997 | Rektorn Åke | Guds bästa barn           | John Power    | Musikteater gruppen Oktober |
| ---- | ----------- | ------------------------- | ------------- | --------------------------- |
| 2009 | Kungen      | Medealand Sara Stridsberg | Ingela Olsson | Dramaten                    |